# Tuberculosa
Tuberculosa là một chi nhện trong họ Lycosidae.